# Peter Hobbs
Peter Hobbs (Étretat, França, 19 de janeiro de 1918 - Santa Mônica, 2 de janeiro de 2011) foi um ator de televisão, cinema e teatro franco-americano, conhecido por seus papéis na Broadway.